# Cheilotrichia aroo
Cheilotrichia aroo là một loài ruồi trong họ Limoniidae. Chúng phân bố ở miền Australasia.